# Mangaia-szigeti nádiposzáta
A Mangaia-szigeti nádiposzáta (Acrocephalus kerearako) a verébalakúak (Passeriformes) rendjébe, ezen belül a nádiposzátafélék (Acrocephalidae) családjába és az Acrocephalus nembe tartozó faj. 16 centiméter hosszú. A Cook-szigeteken él. Rovarokkal, pókokkal táplálkozik. Mérsékelten fenyegetett, mivel élettere csökken.

## Alfajok
- A. k. kaoko (Holyoak, 1974) – Mitiaro-sziget;
- A. k. kerearako (Holyoak, 1974) – Mangaia-sziget.

## Fordítás
- Ez a szócikk részben vagy egészben  a   Cook reed warbler című angol Wikipédia-szócikk fordításán alapul.  Az eredeti cikk szerkesztőit annak laptörténete sorolja fel. Ez a jelzés csupán a megfogalmazás eredetét és a szerzői jogokat jelzi, nem szolgál a cikkben szereplő információk forrásmegjelöléseként.